# Mecanismes de defensa de les plantes contra els herbívors

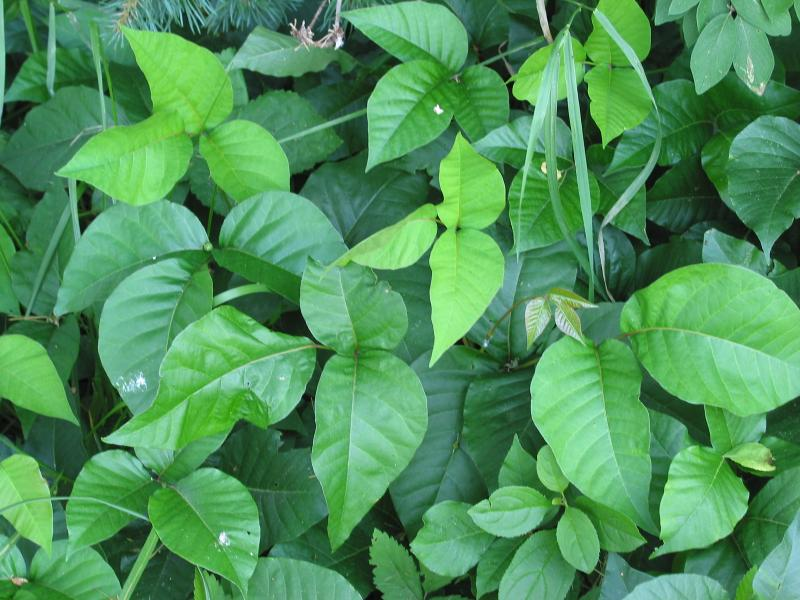
L'heura verinosa produeix urushiol per a protegir-se contra els herbívors.

Els mecanismes de defensa de les plantes contra els herbívors descriu una sèrie d'adaptacions evolutives de les plantes per tal de millorar la seva supervivència i reproducció per reducció de l'impacte dels herbívors. Les plantes fan servir diverses estratègies per defensar-se dels danys que els causen els herbívors. Moltes plantes produeixen metabòlits secundaris coneguts com a al·leloquímics, que influeixen el comportament, creixement o supervivència davant els herbívors. Aquests defenses químiques poden actuar com repel·lents o toxines davant els herbívors, o reduir la digestibilitat de la planta.
Altres estratègies defensives poden ser escapar o evitar els herbívors pel fet de créixer en llocs on és difícil l'accés dels herbívors o canviant els patrons de creixement estacionals. Altres sistemes són atraure l'atenció dels herbívors perquè es mengin parts de la planta no essencials, o augmentar la capacitat de rebrotar o de refer ràpidament la part menjada. Algunes plantes encoratgen la presència de depredadors naturals dels herbívors, que al seu torn protegeixen la planta. Cada tipus de defensa pot ser constitutiva (present sempre en la planta) o induïda (produïda en relació al dany o estrès causat per herbívors).
Històricament, els insectes han estat els herbívors més significatius, i l'evolució de les plantes terrestres està estretament associada amb l'evolució dels insectes. Mentre la majoria de les defenses de les plantes estan directament contra els insectes, altres defenses van evolucionar contra animals vertebrats com ocells i mamífers. L'estudi de les defenses de les plantes és interessant no només des del punt de vista evolutiu sinó també per l'impacte directe en l'agricultura com agents de control biològic i en la recerca de plantes medicinals.

## Evolució dels trets de defensa

Calendari de l'evolució de les plantes segons els tipus d'alimentació dels insectes

Les primeres plantes terrestres van sorgir de les plantes aquàtiques cap a 450 milions d'anys enerere en el període Ordovicià. Aquestes plantes primeres no tenien sistema vascular i els calia aigua per reproduir-se. Les plantes vasculars aparegueren més tard i es diversificaren durant el període Devonià (uns 400 milions d'anys enrere). La seva reduïda dependència de l'aigua va ser el producte d'adaptacions com les capes protectores per reduir l'evaporació des dels seus teixits. La reproducció i dispersió d'aquestes plantes en condicions seques es va fer amb estructures especialitzades de les llavors. La diversificació de les plantes amb flors (angiospermes) durant el període Cretaci està associada amb una sobtada aparició d'espècies d'insectes. Aquesta diversificació d'insectes va representar la principal força selectiva en l'evolució de les plantes, i va portar a les adaptacions defensives. Els primers insectes tenien mandíbules i mossegaven la vegetació; però l'evolució de les plantes vasculars va portar a la co-evolució amb altres formes d'insectes herbívors com els xucladors de saba, minadors de fulles, formadors d'agalles i els que s'alimenten de nèctar.

### Registres d'herbívors

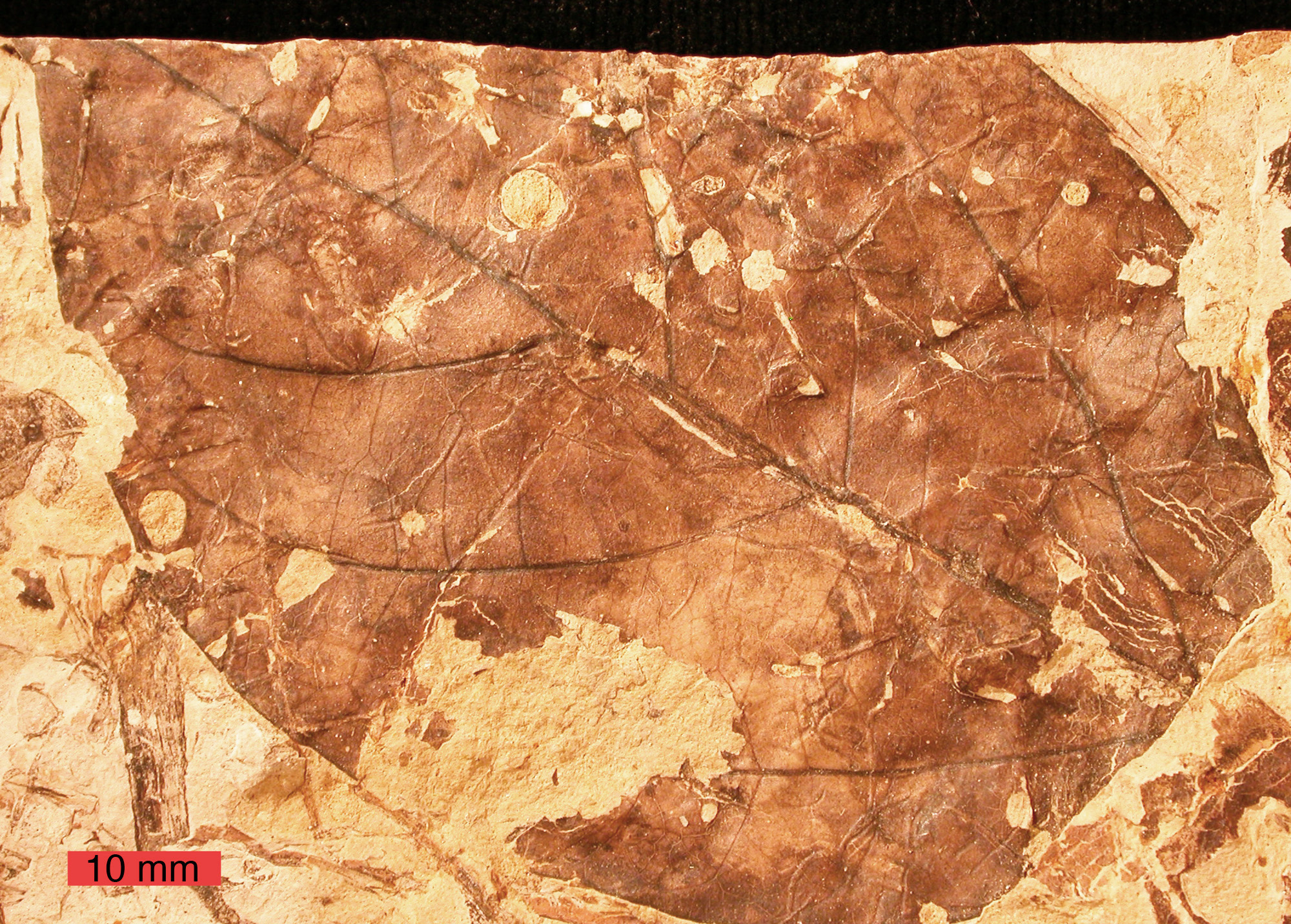
Viburnum lesquereuxii fulla amb danys per insectes; Dakota Sandstone (Cretacis) d'Ellsworth County, Kansas. Escala 10 mm.

Els fòssils, copròlits i la reconstrucció de les parts bucals dels herbívors ofereixen informació de l'evolució de les defenses de les plantes.
Ja abans del Mesozoic hi ha evidències de l'existència d'herbívors. Ja durant el Devonià els animals s'alimentaven d'espores de les plantes. Moltes plantes d'aquesta era tenien espines amb funció defensiva.

### Co-evolució
Els herbívors han coevolucionat (canvi evolutiu recíproc) amb les plantes perquè les necessiten com aliment i han desenvolupat adaptacions a les defenses de les plantes.

## Tipus
Les defenses constitutives estan sempre presents en les plantes poden ser des de defenses mecàniques a reduir la digestibilitat i produir toxines.
Les defenses induïdes inclouen productes metabòlics secundaris i també canvis fisiològics i morfològics. Com a avantatge tenen que només es produeixen quan es necessiten. Alguns tipus de mecanismes en algunes espècies són classificats com a resistència sistèmica adquirida.

### Defenses químiques

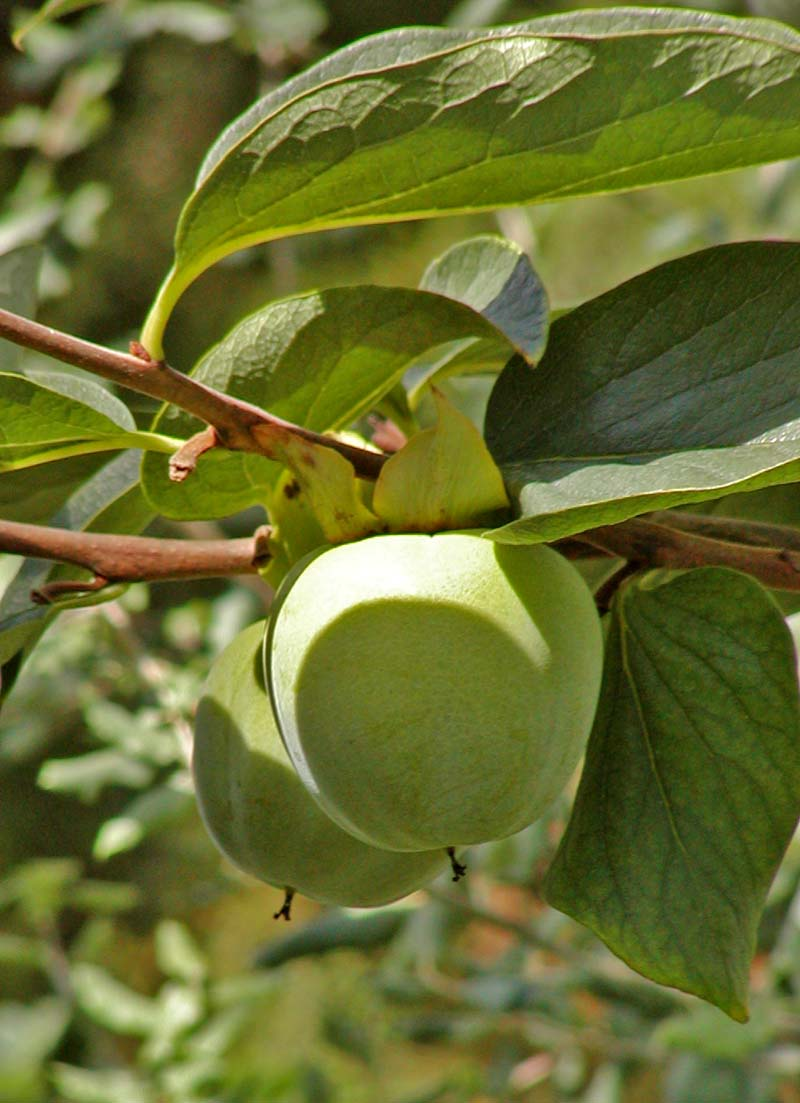
Els Caquis tenen molts tanins que donen un gust amarg al fruit immadur cosa que evita que els herbívors se'l mengin.

Aquestes substàncies químiques són compostos orgànics o metabòlits secundaris que no estan implicats en el creixement normal ni en la reproducció, i sovint són subproductes de la síntesi de metabòlits principals.
Entre els metabòlits secundaris o productes químics qualitatius hi ha les toxines que interfereixen en el metabolisme dels herbívors sovint bloquejant reaccions bioquímiques específiques. Es troben en baixes proporcions en les plantes (sovint menys del 2% en pes sec). Són més efectius contra herbívors generalistes que en els especialitzats.
Els productes químics quantitatius es troben en altes concentracions en les plantes (5 – 40% en pes sec) i són igual d'efectius contra herbívors especialitzats i generalistes. Molts redueixen la digestibilitat de la paret cel·lular.
En el geranis, per exemple, es produeix un compost químic per defensar-se de l'escarabat japonès. En 30 minuts aquest compost paralitza l'insecte.

#### Tipus de defenses químiques
Es classifiquen en tres subgrups: Compostos de nitrogen (incloent alcaloides, glucòsids cianogènics i glucosinolats) terpenoids i fenòlics.
Entre els 3.000 alcaloides de plantes coneguts hi ha la nicotina, cafeïna, morfina, colquicina, ergolina, estricnina, i quinina.
Els glucòsids cianogènics s'emmagatzemen en forma inactiva a les vacuoles de les plantes. Passen a ser tòxics quan es trenquen les membranes de les cèl·lules de la planta i bloqueixen la respiració cel·lular de l'herbívor. Els glucosinolats poden causar gastroenteritis, salivació, diarrea i irritació a la boca
De terpenoids (derivats del terpè) se'n coneixen uns 10.000 tipus. Els monoterpenoids són olis essencials com el limonè, mentol, càmfora, i pinè. Els diterpenoids, es troben en el làtex i resines, i poden ser força tòxics.
Els fenòlics de vegades fenols de vegades tenen propietats anisèptics i altres interrompeixen l'activitat endocrina. Els fenòlics van des de tanins simples a flavonoides complexos, un exemple és la lignina. Els tanins condensats (protoantocianidina) inhibeixen la digestió dels herbívors.
A més dels tres grans grups hi ha en les plantes com a substàncies de defensa derivats d'àcids grassos, aminoàcids i pèptid

### Defenses mecàniques

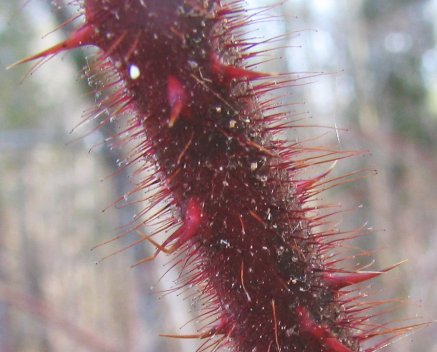
Espines d'un tipus d'esbarzer.

Les defenses mecàniques de les plantes són variades i poden arribar a ferir o matar l'animal que intenta menjar-se-la. La sílice, resines, lignines i ceres cobreixen l'epidermis d'algunes plantes. En el grèvol, per exemple, les fulles són molt llises coriàcies i difícils de menjar. Algunes plantes fan gomes que atrapen els insectes.
Les espines o pèls rígids d'algunes plantes de vegades contenen substàncies irritants o verins. Les espines dificulten que els mamífers se les mengin. Les fulles de la part de dalt de les Acacia africanes tenen llargues espines a la part de baix de la planta però són més curtes a la part de dalt on ja no hi arriben animals com les girafes. Una cosa semblant passa amb les alzines amb les fulles de sota més punxents que les de dalt.

## Agricultura
La fil·loxera va destruir les vinyes d'Europa occidental a finals del segle xix i va caldre empeltar-les amb un peu americà de Vitis labrusca resistent a l'insecte.
Alguns farratges verds tenen un contingut alt en àcid prússic que és una defensa de les plantes contra els herbívors.
La cocció dels aliments evita els efectes de moltes defenses químiques de les plantes, ja que es desnaturalitzen per la cocció i els fa més digeribles.
El 1690 la nicotina va ser extreta del tabac i es va fer servir d'insecticida de contacte. Les flors d'algunes espècies de Chrysanthemum contenen piretrina un potent insecticida. Actualment s'investiga utilitzar les defenses naturals de les plantes per poder evitar l'ús d'insecticides. Entre els pesticides botànics hi ha l'azadiractina del neem (Azadirachta indica), d-Limonè dels cítrics, Rotenona del Derris, Capsaïcina del pebrot picant i piretrina.